# Gonçal Jiménez i Corral
Gonçal Jiménez Corral (Barcelona, 30 de juny de 1902 – Barcelona, 27 d'agost de 1992) va ser un waterpolista i directiu esportiu català.
Germà del també waterpolista Rafael Jiménez, va ser membre del CN Barcelona. Va desenvolupar la seva carrera esportiva durant la dècada de 1920, essent internacional amb la selecció espanyola de waterpolo en nou ocasions. Hi va participar en els Jocs Olímpics d'Amsterdam 1928, classificant-se en la novena posició. Després de la seva retirada, va formar part de la junta directiva de la Federació Espanyola de Natació entre 1954 i 1962